# Gázlós megállóhely
Gázlós megállóhely Gázlóson, a Szenicei járásban van, melyet a Železničná spoločnosť Slovensko a.s. üzemeltet.

## Vasútvonalak
Az állomást az alábbi vasútvonalak érintik:
- Pozsony–Břeclav-vasútvonal

## Kapcsolódó állomások
A vasútállomáshoz az alábbi állomások vannak a legközelebb:
- Jókút vasútállomás
- Lanžhot vasútállomás

## Forgalma
| Járat        | Útvonal | Gyakoriság                         |            |
| ------------ | ------- | ---------------------------------- | ---------- |
| személyvonat | Os      | Jókút – Gázlós – Lanžhot – Břeclav | Napi 4 pár |